# 库克塞
库克塞是德国梅克伦堡-前波莫瑞州的一个市镇。总面积19.18平方公里，总人口500人，其中男性256人，女性244人（2011年12月31日），人口密度26人/平方公里。